# Окрошка
Окрошка (рус. окро́шка) је хладна супа руског порекла и вероватно потиче из области Волга. 
Класична супа је мешавина углавном сировог поврћа (као што су краставци, ротквице и млади лук), куваног кромпира, јаја и куваног меса попут јунећег или телећег; може и кобасица или шунка. Састојак ове супе је и квас, безалкохолни напитак (заправо садржи 1,5% или мање алкохола) направљен од ферментисаног црног или раженог хлеба. Окрошка се обично украшава павлаком (сметаном). Касније верзије које су се први пут појавиле у совјетским временима користе лагани или разблажени кефир, сурутку, ајран или минералну воду уместо кваса.
Састојци се исецкају на коцкице, а затим се мешају са квасом непосредно пре јела; однос исецкане хране и кваса је сличан оном између житарица и млека. Ово омогућава поврћу да задржи своју текстуру. Из истог разлога, иако су састојци слични онима у руској салати, укус окрошке се прилично разликује од укунан
Окрошка се најчешће служи лети јер супа комбинује освежавајући укус кваса и лакоћу салате. Со и шећер се могу додати по укусу. У рецептима са минералном водом постоји још један додатак састојцима окрошке: свеже цеђени сок од лимуна.
Окрошка се увек служи хладна. Понекад се у сервиране порције додају коцкице леда како би супа била хладна по врућем времену.

## Припрема
Општи принцип кувања за било коју окрошку је следећи процес:
- изрезати поврће;
- помешати са зачињеним окрошка преливом;
- оставити да стоји на хладном најмање пола сата;
- помешати са зачинским биљем;
- сипати квасац;
- додати павлаку.

## Кваац за окрошку
Квасац за окрошку треба да буде посебан - такозвани бели квасац, незаслађен, за разлику од обичног хлебног квасца. Квас се састоји од раженог брашна, евентуално са додатком хељде и пшенице, као и разних врста житарица: ражи, јечма, хељде. 

## Галерија
- Окрошка
- Окрошка служена са кефиром
- Класична окрошка са говедином. Поред су тањири павлаке, посебан прелив (од тучених жуманца, сенфа, рена, зеленог лука и соли) и шоља квасца.
- Окрошка са дресингом
- У смешу се додаје квас
- Супа се меша и додаје павлака
- Мешана супа са ледом